# Lichte Trough
Koordinaten: 76° 25′ S, 30° 0′ W
Der Lichte Trough ist eine Tiefseerinne im Weddell-Meer vor der Küste des ostantarktischen Prinzregent-Luitpold-Lands.
Benannt ist die Rinne auf Vorschlag des Vermessungsingenieurs und Glaziologen Heinrich Hinze vom Alfred-Wegener-Institut nach dem deutschen Geodäten Heinrich Lichte (1910–1988). Die Benennung wurde im Juni 1997 durch das US-amerikanische Advisory Committee on Undersea Features (ACUF) bestätigt.